# パルミラ・リョリエネ
パルミラ・リョリエネ（Palmira Liolienė、1949年10月15日 - ）はリトアニアの政治活動家。

## 経歴
2000年から2004年までアルフォンサス・プロカス国会議員の秘書を務める。現在はペトルリス・ドマス国会議員の秘書。
1990年からリトアニア民主労働党 (LDDP) に所属。2001年からはリトアニア社会民主党 (LSDP) パネヴェジース地区支部に所属、2003年から2011年まで同支部副支部長を務める。